# Lloyd Saltman

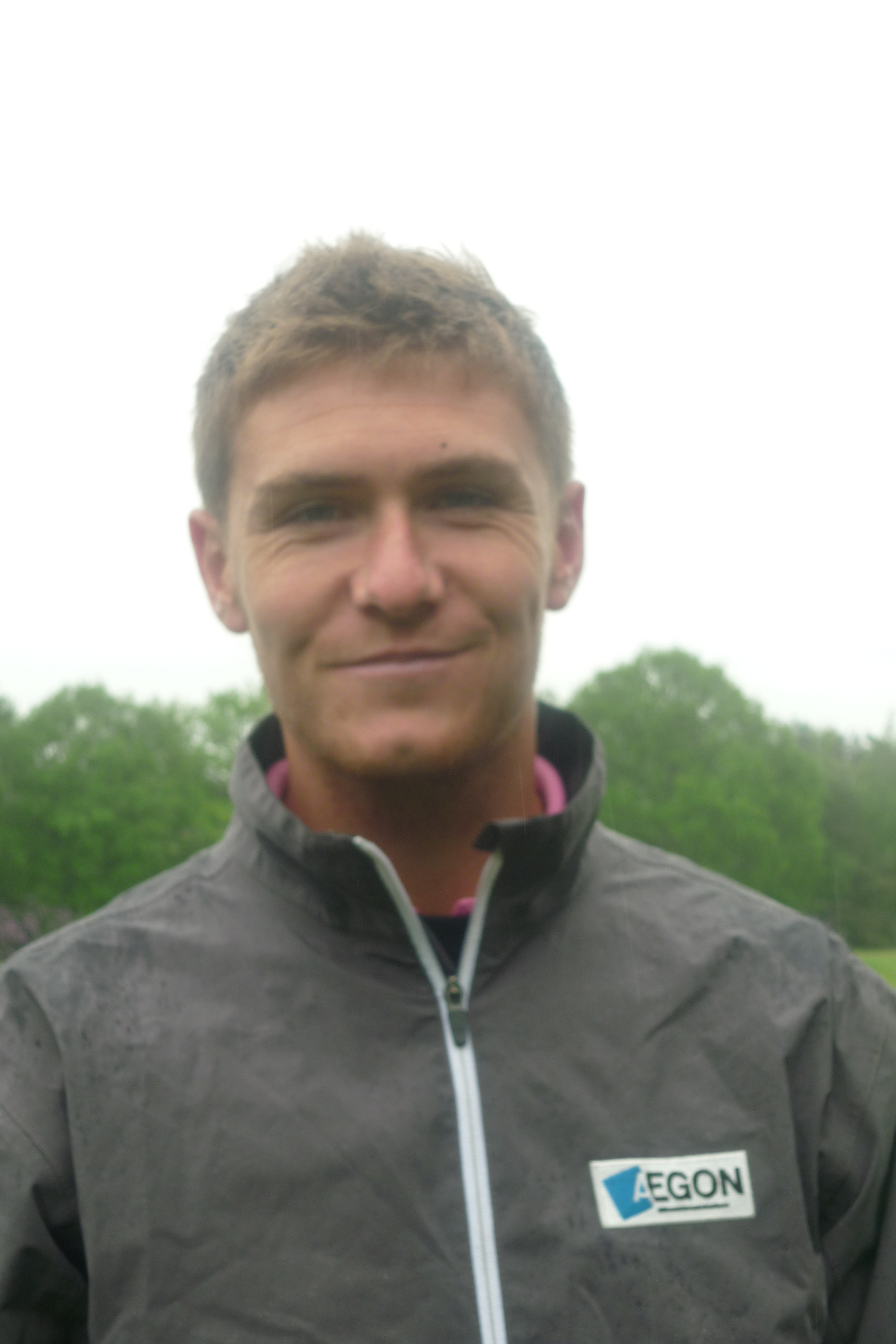
Telenet Trophy 2010.

Lloyd Saltman (Edinburgh, 10 september 1985) is een golfprofessional uit Schotland.
Lloyd Saltman heeft twee broers, Elliot Saltman en Zach Saltman. Samen vormen zij het Saltman Team, dat tot eind 2012 door Aegon ondersteund wordt.

## Amateur
Van 2003 tot 2007 zat Saltman in de nationale selectie. In 2005 ontving hij de Silver Medal als beste amateur op het Brits Open op St Andrews.
In Europa bereikte hij de eerste plaats en op de World Amateur Golf Ranking de tweede plaats.

##### Gewonnen
- 2005: Brabazon Trophy, St Andrews Trophy
- 2007: Iers Amateur Open Kampioenschap Strokeplay, Lytham Trophy

##### Teams
- Walker Cup: 2005, 2007
- St Andrews Trophy: 2006 (winnaars)
- Jacques Leglise Trophy: 2003 (winnaars)

## Professional
Na het spelen van de Walker Cup in 2007 werd Saltman professional; hij speelt sindsdien op de Europese Challenge Tour. In 2009 lukte het hem zich te kwalificeren voor het Brits Open, maar hij haalde daar niet de cut.

##### Gewonnen
- 2007: World Hickory Open op de Musselburgh Old Links